# Ludwig Lewin
Ludwig Lewin (* 12. November 1887 in Berlin; † 10. November 1967 ebenda) war ein deutscher Bildungswissenschaftler, Hochschullehrer, Psychologe, Publizist und Dramaturg. Von 1914 bis 1933 und von 1964 bis zu seinem Tode war er Rektor der Lessing-Hochschule zu Berlin.

## Leben
Ludwig Lewin wurde in der elterlichen Wohnung in der Mendelssohnstraße 10 (heute in etwa Nr. 5) in der Königsstadt geboren. Seine Eltern waren der Kaufmann Simon Lewin und die Regina geb. Lowinsky. Die Familie war jüdischer Konfession. Er besuchte zunächst das Friedrich-Werdersche Gymnasium in Berlin und legte 1907 seine Reifeprüfung am Berliner Sophien-Gymnasium ab. Ab 1909 studierte er in Berlin Deutsche Philologie, Philosophie und Ästhetik, Literaturgeschichte und Psychologie; 1911 wechselte er nach Würzburg, wo  er 1913 mit seiner Dissertation Friedrich Hebbel. Beitrag zu einem Psychogramm promoviert wurde.
Von 1914 bis 1933 war er Rektor der Berliner Lessing-Hochschule, die er in dieser Zeit zu einem geistigen Mittelpunkt Berlins entwickeln konnte. Nach seiner Vertreibung durch die Nationalsozialisten praktizierte er als Psychotherapeut zunächst in Stockholm und arbeitete in den Jahren 1935/36 bei Carl Gustav Jung in Zürich. 1938 emigrierte er in die USA, wo er von 1943 bis 1956 Direktor einer psychiatrischen Klinik auf Long Island war.
1964 kehrte er nach Deutschland zurück und war bis zu seinem Tode wieder Rektor der Lessing-Hochschule. Als hervorragender Mittler zwischen Wissenschaft und Bildung konnte er auch in hohem Alter an seine früheren Erfolge anknüpfen, die Bedeutung der Lessing-Hochschule als Berliner Bildungsstätte erneuern und damit auch Berlins Ansehen als Wissenschaftsstandort vergrößern. 1967 verlieh ihm die Philosophische Fakultät der Freien Universität Berlin die Ehrendoktorwürde.
Ludwig Lewin war mit Lola Leontine Lewin geb. Heller (geb. in Warschau) verheiratet; der Ehe entstammte der Sohn Benvenuto (Ben).
Zum Freundeskreis Lewins zählten u. a. Paul Bjerre, Max Burghardt, Tilla Durieux, Friedrich Ebert, Artur Kutscher, Max Raphael und Edwin Redslob.
Der Maler Eugene Spiro schuf 1961 ein Gemälde Lewins.
Ludwig Lewin starb zwei Tage vor seinem 80. Geburtstag in Berlin und wurde auf dem Waldfriedhof Dahlem beigesetzt. Das Grab ist nicht erhalten.

## Veröffentlichungen
- Friedrich Hebbel. Beitrag zu einem Psychogramm. Dissertation an der Universität Würzburg, Philosophische Fakultät, 1913.
- Die Jagd nach dem Erlebnis. Ein Buch über Georg Kaiser. Die Schmiede, Berlin 1926.
- Quell des Wissens. Geschichte und Kulturgeschichte, Staat, Recht, Gesellschaft, Presse, Wirtschaftsleben. Berlin 1927.
- Der erfolgreiche Mensch. Berlin 1928 (Hrsg.).
- Übersetzung: Paul Bjerre, Das Träumen als Heilungsweg der Seele. Systematische Diagnose und Therapie für die ärztliche Praxis. Zürich u. Leipzig 1936.